# سباق باريس روبيه 1934

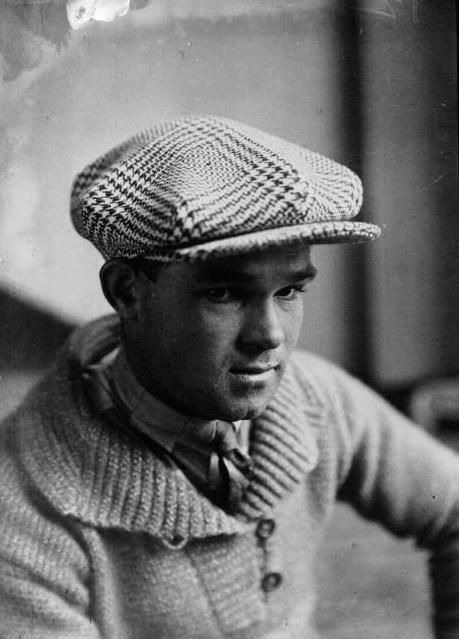

سباق باريس روبيه 1934 (بالإنجليزية: 1934 Paris–Roubaix)‏ هو سباق دراجات هوائية، وهو الموسم رقم 35 من السباق، وأقيم في 1 أبريل 1934، وامتدّ لمسافة 255 كيلومتر، وهو من نوع سباق يوم واحد، وقد شارك في السباق 120 متسابقاً ووصل إلى نهايته 54 متسابقاً.
فاز فيه بالمركز الأول Gaston Rebry ‏، وبالمركز الثاني Jean Wauters ‏، وبالمركز الثالث فرانس بوندول.

## التصنيف العام النهائي
| التصنيف العام | التصنيف العام       | التصنيف العام | التصنيف العام  | التصنيف العام |        |
| الدراج        | الدراج              | البلد         | الفريق         | الوقت         | السرعة |
| ------------- | ------------------- | ------------- | -------------- | ------------- | ------ |
| 1.            | Gaston Rebry ‏       | بلجيكا        |                |               |        |
| 2.            | Jean Wauters ‏       | بلجيكا        | Thomann-Dunlop | + 5 ث         |        |
| 3.            | فرانس بوندول        | بلجيكا        |                |               |        |
| 4.            | René Le Grèves ‏     | فرنسا         |                |               |        |
| 5.            | André Godinat ‏      | فرنسا         |                |               |        |
| 6.            | ألفونس شيبرز        | بلجيكا        |                |               |        |
| 7.            | رومان مايس          | بلجيكا        |                |               |        |
| 8.            | Louis Hardiquest ‏   | بلجيكا        |                |               |        |
| 9.            | Raymond Louviot ‏    | فرنسا         |                |               |        |
| 10.           | Alfred Haemerlinck ‏ | بلجيكا        |                |               |        |